# Werner Grote-Hasenbalg
Werner Grote-Hasenbalg (* 9. August 1888 in Zabern im damals deutschen Elsass; † 17. Oktober 1959 in Berlin) war ein deutscher Kunsthändler und Orientteppich-Spezialist.

## Leben und Wirken
Werner Grote-Hasenbalg war der Sohn von Wilhelm Grote-Hasenbalg und dessen Ehefrau Cornelie. Nach seiner Gymnasialzeit besuchte er eine Kriegsschule, an der er das Offiziersexamen ablegte. Er übte dann von 1911 bis 1920 den Offiziersdienst aus, zuletzt im Range eines Rittmeisters, und gehörte im Ersten Weltkrieg, aus dem er kriegsversehrt heimkehrte, zur Fliegertruppe.
Nach dem Krieg betrieb er von 1919 bis 1921 in Berlin die „Reinhart von Oettingen'sche Perserteppichhandlung“. Danach gründete und leitete er von 1922 bis 1931 ebenfalls in Berlin den kunstwissenschaftlich ausgerichteten Scarabaeus-Verlag. In diesem Verlag publizierte er 1922 in drei Bänden sein eigenes Hauptwerk Der Orientteppich. Seine Geschichte und seine Kultur, das noch heute bei Sammlern antiker Teppiche bekannt und gesucht ist und bei Auktionen hohe Preise erzielt. Zu Beginn der 1940er Jahre war Grote-Hasenbalgs Ruf als Teppichexperte so gefestigt, dass er beispielsweise im Auftrag der Bauleitung des Neubaus der Reichsmünze im besetzten Frankreich unterwegs war, um großformatige alte Teppiche und Tapisserien für die repräsentative Innenausstattung von preußischen Staatsbauten und von Reichsbauten zu erwerben.
Grote-Hasenbalg wird gelegentlich als Kunsthistoriker bezeichnet, scheint aber keine entsprechenden akademischen Studien absolviert zu haben. Im Berliner Telefonbuch von 1951 bezeichnete er sich selbst als „Kunstexperte“. Über seine geschäftliche Tätigkeit im (West-)Berlin der Nachkriegszeit ist bis jetzt nichts Näheres bekannt.
Grote-Hasenbalg war seit 1941 in zweiter Ehe mit der Sängerin und Schauspielerin Charlotte Andersch (1902–1969) verheiratet.
Bekannt war er auch als Rassegeflügelzüchter, von Hühnern (Zwerg-Cochin) und Tauben (Wiener Tümmler).

## Veröffentlichungen
- Der Orientteppich. Seine Geschichte und seine Kultur. 3 Bände, Scarabaeus-Verlag, Berlin 1922.
- Meisterstücke orientalischer Knüpfkunst. Neubearbeitet nach R. v. Oettingen und erweitert. 2 Mappen, Scarabaeus-Verlag, Berlin 1922.
  - englisch: Masterpieces of Oriental rugs. Scarabaeus-Verlag, Berlin 1923.
- Teppiche aus dem Orient. Ein kurzer Wegweiser. Schmidt & Günther, Leipzig 1936.
  - englisch: Carpets of the Orient. A short guide. Schmidt & Günther, Leipzig 1939.